# AISI 316
L'AISI 316 (designazione americana) o Inox 18-8-3 (designazione nominale italiana) o X5CrNiMo17-12-2 (designazione europea) o DIN 1.4401 (designazione tedesca), è una lega di acciaio inox austenitica (amagnetica) composta da un basso tenore carbonio (~ 0,05%) ed un sufficiente tenore di cromo (16-18%), di nichel (11-14%) e di molibdeno (2-3%).
È nato come modifica dell'acciaio AISI 304 tramite aggiunta del 2,5% di molibdeno, utile per migliorare la resistenza alla corrosione elettrolitica (pitting) da cloruri, perché molto scarsa.
Il 316 è un acciaio inossidabile standard: il suo indice di inossidabilità (numero PREN) è infatti compreso in genere tra 25 e 28. È adatto per edilizia all'esterno, e all'impiego limitato in ambienti interessati da acqua di mare e in alcune applicazioni navali non pesanti.
Ne esiste anche una versione 316L (designazione EN-UNI X2CrNiMo17-12-2 o DIN 1.4404), cioè con tenore di carbonio inferiore allo 0,035% (il 316 ammette fino a 0,080%) utile a impedire la precipitazione dei carburi di cromo e quindi la corrosione.
La presenza in analisi del Molibdeno rende ottima la resistenza alla corrosione della marca in tutti gli ambienti naturali: acque ed atmosfere rurali, urbane, ed industriali anche in presenza di moderata concentrazione di cloruri e acidi. Il 316/316L trova impiego nel settore alimentare ed agroalimentare ed in numerosi ambienti chimici acidi (acido solforico, acido fosforico, acidi organici) e clorurati, in condizioni però di temperature e concentrazione al di sotto di una certa soglia, oltre la quale subentrano materiali superiori.
Molto buona è la resistenza alla corrosione intergranulare, anche dopo saldatura.

## Analisi indicativa
|           | C % ≤ | Mn % ≤ | P % ≤ | S % ≤ | Si % ≤ | Cr %        | Ni %    | Mo %    | altro %  |
| --------- | ----- | ------ | ----- | ----- | ------ | ----------- | ------- | ------- | -------- |
| AISI 316  | 0,07  | 2      | 0,045 | 0,015 | 1      | 16,5 ÷ 18,5 | 10 ÷ 13 | 2 ÷ 2,5 | N ≤ 0,11 |
| AISI 316L | 0,03  | 2      | 0,045 | 0,015 | 1      | 16,5 ÷ 18,5 | 10 ÷ 13 | 2 ÷ 2,5 | N ≤ 0,11 |